# Pavonia luetzelburgii
Pavonia luetzelburgii är en malvaväxtart som beskrevs av Oskar Eberhard Ulbrich. Pavonia luetzelburgii ingår i släktet påfågelsmalvor, och familjen malvaväxter. Inga underarter finns listade i Catalogue of Life.

## Bildgalleri

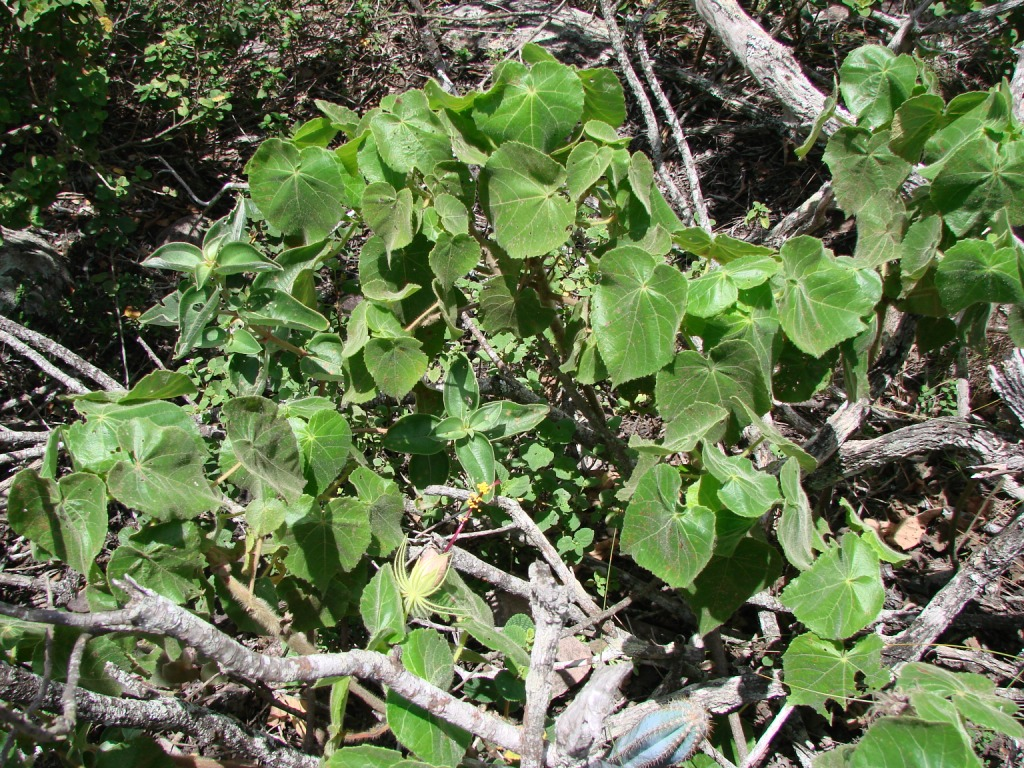
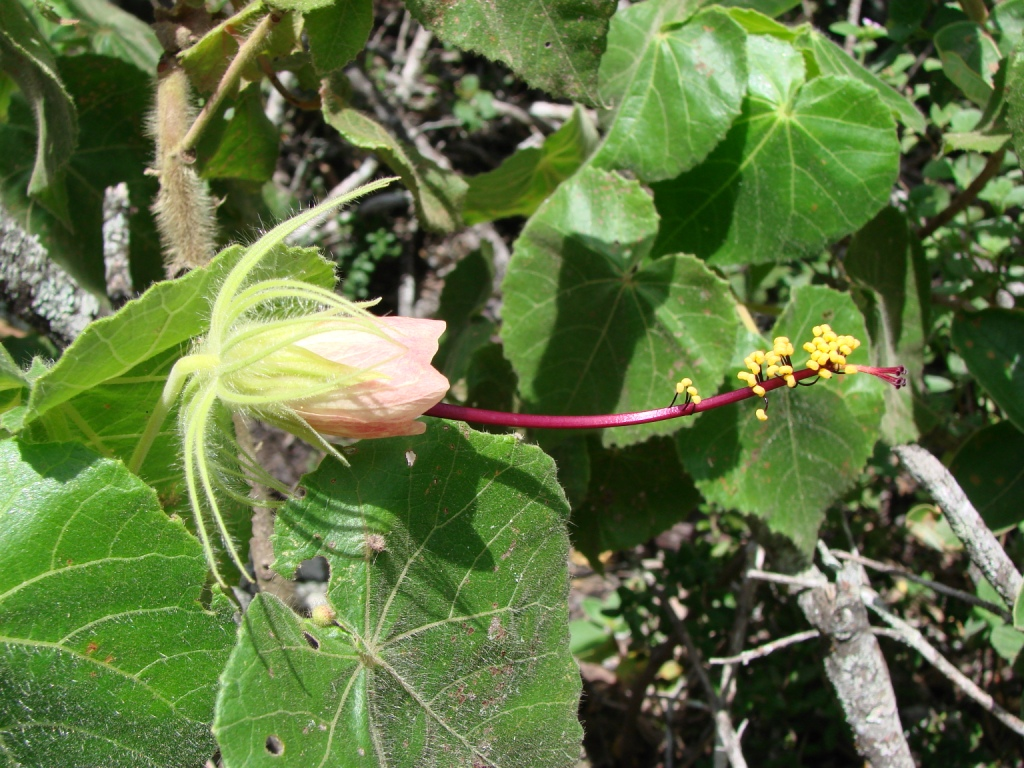
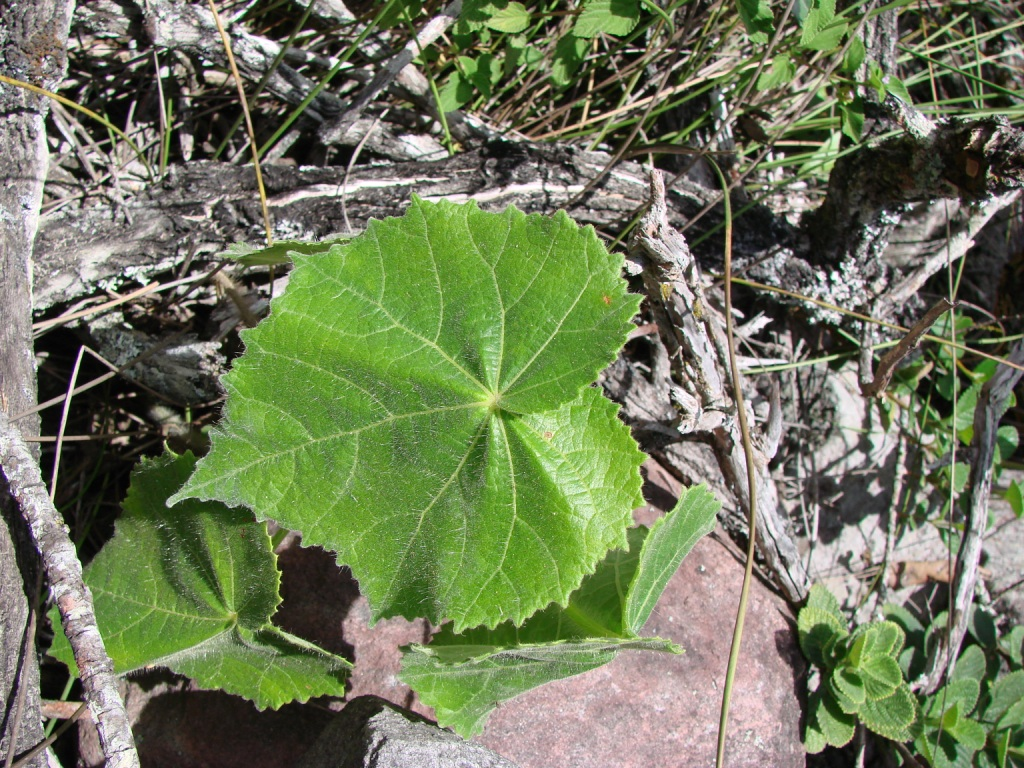